# هورنوستاييفكا (محافظة كيرسون)
هورنوستاييفكا (Горностаївка) هي بلدة من النمط المدني في محافظة كيرسون في أوكرانيا.
يبلغ عدد سكانها حوالي 6629 نسمة.